# Кюркброн

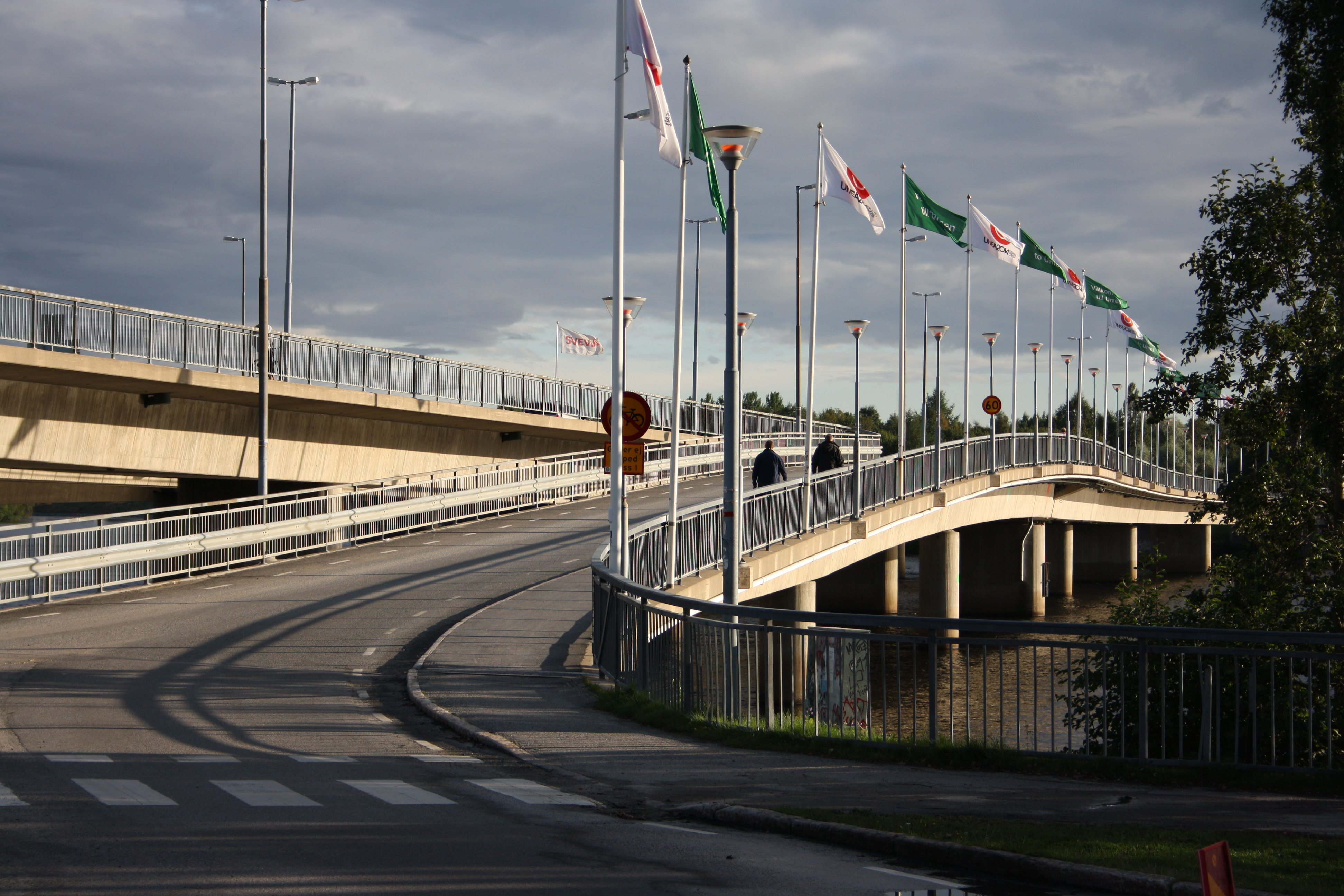

Кюркброн — міст в Умео, який знаходиться над річкою Умеельвен. Будівництво Кюркброна почалося в 1973 році і він був відкритий 26 вересня 1975 і став третім мостом в Умео через річку Умеельвен. Обговорення про те, чи повинен міст бути розташований поряд з церквою, тривало з початку 1960-х до 1970-х років. При будівництві був знайдений невідомий могильник (стара частина цвинтаря), що призвело до археологічних розкопок.
Міст складається з двох паралельних балок в бетоні з вертикальними прямими опорами. Це насправді два окремих мости, кожен зі своєю смугою руху і з'їздом, що проходять по річці на північній стороні. Мета будівництва Кюркброна — полегшення навантаження Тегсброна. Кюркброн був розроблений з розрахунком, що буде різке збільшення автомобільного руху в центрі міста, який виявився дуже оптимістичним.